# Сіснерос (Паленсія)
Сіснерос (ісп. Cisneros) — муніципалітет в Іспанії, у складі автономної спільноти Кастилія-і-Леон, у провінції Паленсія. Населення — 504 особи (2010).
Муніципалітет розташований на відстані близько 220 км на північний захід від Мадрида, 34 км на північний захід від Паленсії.

## Демографія
Динаміка населення (INE ):